# Бумажный тигр

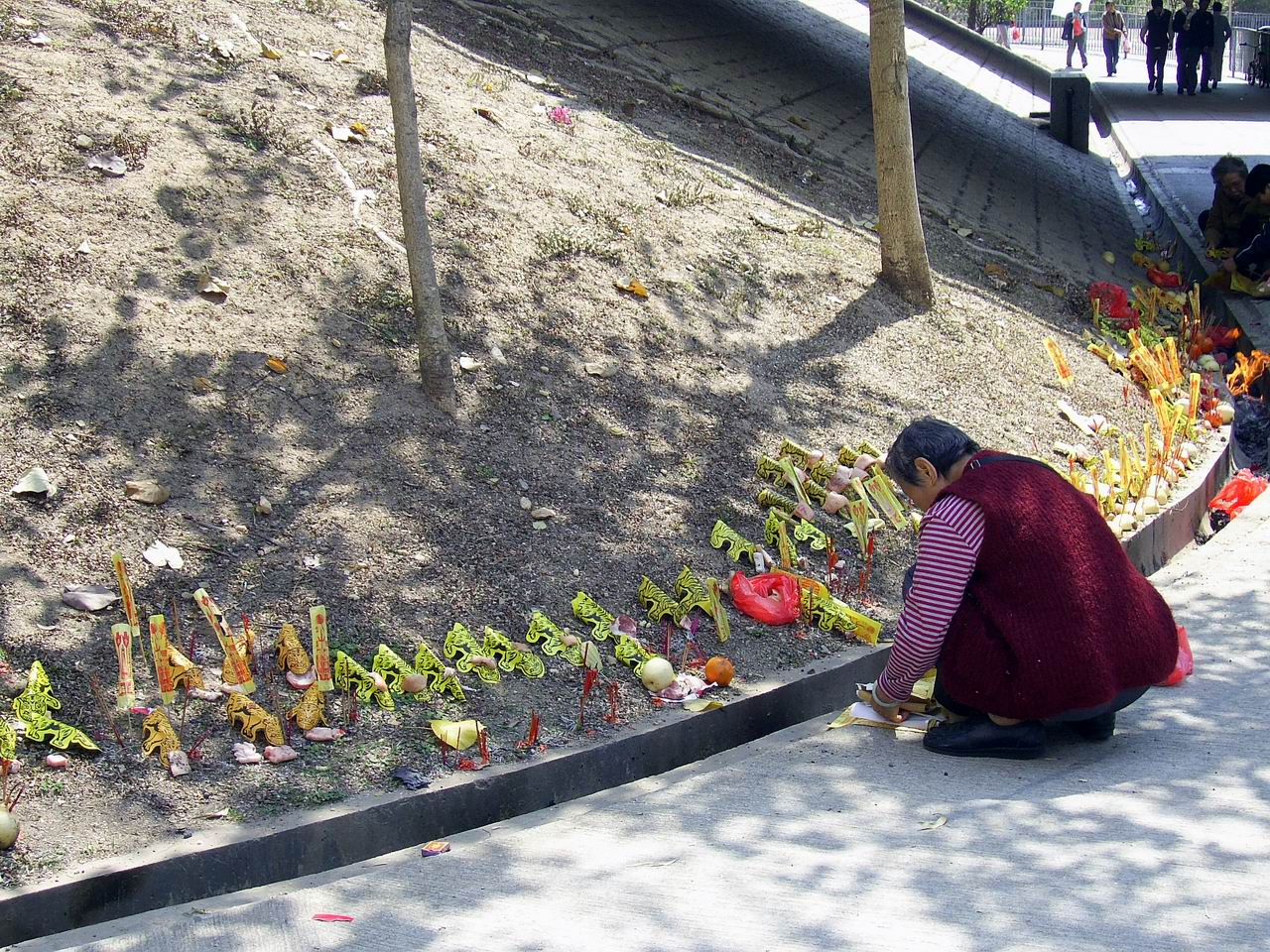
Гонконг, жертвоприношения Бай-ху, символизированное с помощью бумажного идола. Чаще всего используется свинина и свиная кровь, которой должны «задобрить» духа, чтобы тот не причинял вреда людям

Бумажный тигр (кит. трад. 紙老虎, упр. 纸老虎, пиньинь zhǐlǎohǔ, палл. чжилаоху) — старинная китайская метафора, которая используется в современном китайском языке для обозначения человека или группы людей, с виду мощных, свирепых, но на самом деле пустых и бессильных. Выражение попало в английский язык в XIX веке (англ. paper tiger), а в других языках получило известность в 1950-х годах благодаря китайской пропаганде и лично Мао Цзэдуну, который часто использовал это словосочетание. Бумажным тигром Мао называл американский «империализм», советский «ревизионизм», ядерное оружие и собственную жену Цзян Цин (в отношении её политической деятельности, в частности, участия в культурной революции в Китае).

## Происхождение
В древнем Китае вырезанного из бумаги тигра, которого считали повелителем демонов, вывешивали на дверях домов. Чтобы подчеркнуть величие зверя, на лбу также рисовали знак «ван», или «король». Согласно верованиям, злые духи боятся своего господина и оставляют в покое жилище. По той же причине предметом, оберегающим от духов, считается зеркало (дух боится собственного отражения). До сих пор в Китае можно приобрести зеркальце с тигром — такая вещь якобы сочетает в себе обе магические функции.
Бумажный тигр играет важную роль в народной магии в провинции Гуандун. Его используют во время обрядов, адресованных мощному духу — Белому тигру. В некоторых регионах ритуал требует уничтожения бумажного идола посредством разрывания его на куски, чтобы таким образом отогнать дух от людей.
С фразеологической точки зрения, выражение «бумажный тигр» впервые появляется в классическом китайском романе XIV века «Речные заводи». Один из персонажей комментирует реакцию другого такими словами: «Увидел бумажного тигра и испугался».

## Мао Цзэдун

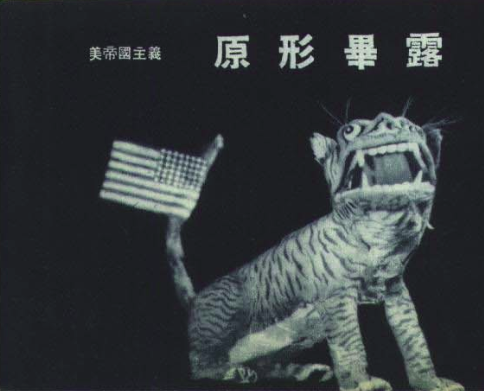
Бумажный тигр с флагом США для обозначения американского империализма из журнала «Живописный Китай», 1950 год

Фразеологизм «бумажный тигр» начал использоваться за пределами Китая благодаря Мао Цзэдуну, который 6 августа 1946 года дал интервью американской журналистке Анне Луизе Стронг и сказал, в частности, следующее: «Американский империализм и любой реакционизм является не чем иным, как бумажным тигром». Во время этой беседы Мао также высказался об ядерном оружии, сравнив его с «бумажным тигром, которым американские реакционеры запугивают людей».
В 1950—1960-х годах цитаты Мао про бумажного тигра начали появляться на пропагандистских плакатах. На самом известном из них изображался китайский солдат, бросающий гранату в американский танк, а в проёме виднеется шлем с надписью «US».
В 1957 году Мао посетил коммунистический съезд в Москве, где бумажным тигром назвал, в частности, Адольфа Гитлера, российских царей, императоров Японии и Китая, а также ядерную бомбу.
Мао неоднократно использовал такие сравнения и 1 декабря 1958 году даже опубликовал эссе под названием «Являются ли империализм и все реакционеры настоящими тиграми?» Благодаря Мао выражение «бумажный тигр» стало очень модным в Китае, где его также сравнивали с ленинским термином «колосс на глиняных ногах» (для обозначения царской России, изначальное авторство метафоры принадлежит Дидро).

## В культуре
- «Бумажный зверинец» (рассказ Кена Лю)[4].